# Slobodan Anđelković
Slobodan Anđelković (Belgrado, 1º marzo 1913 – 6 dicembre 1985) è stato un calciatore jugoslavo, di ruolo difensore.